# Dolce & Gabbana

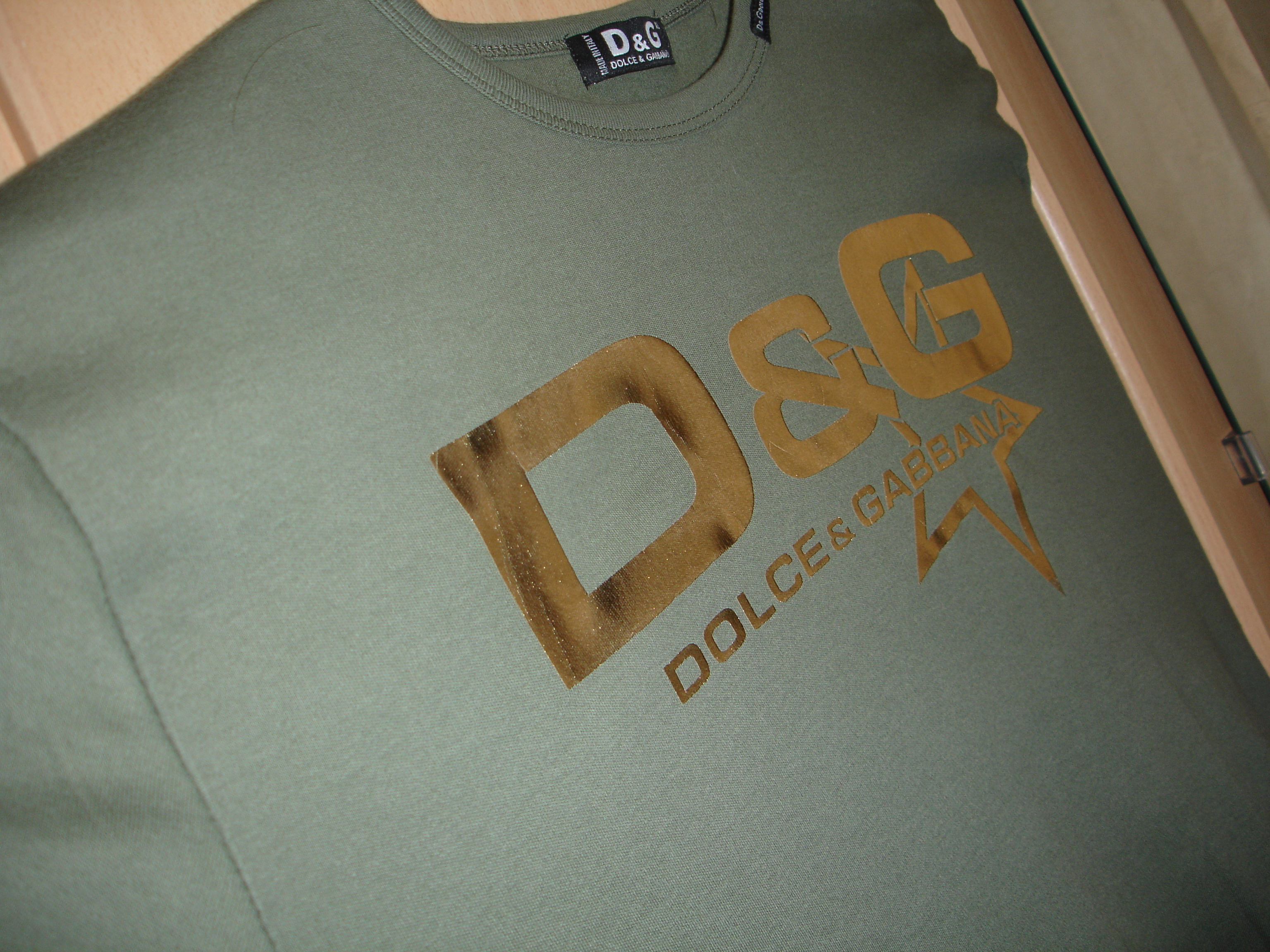
D&G trikó

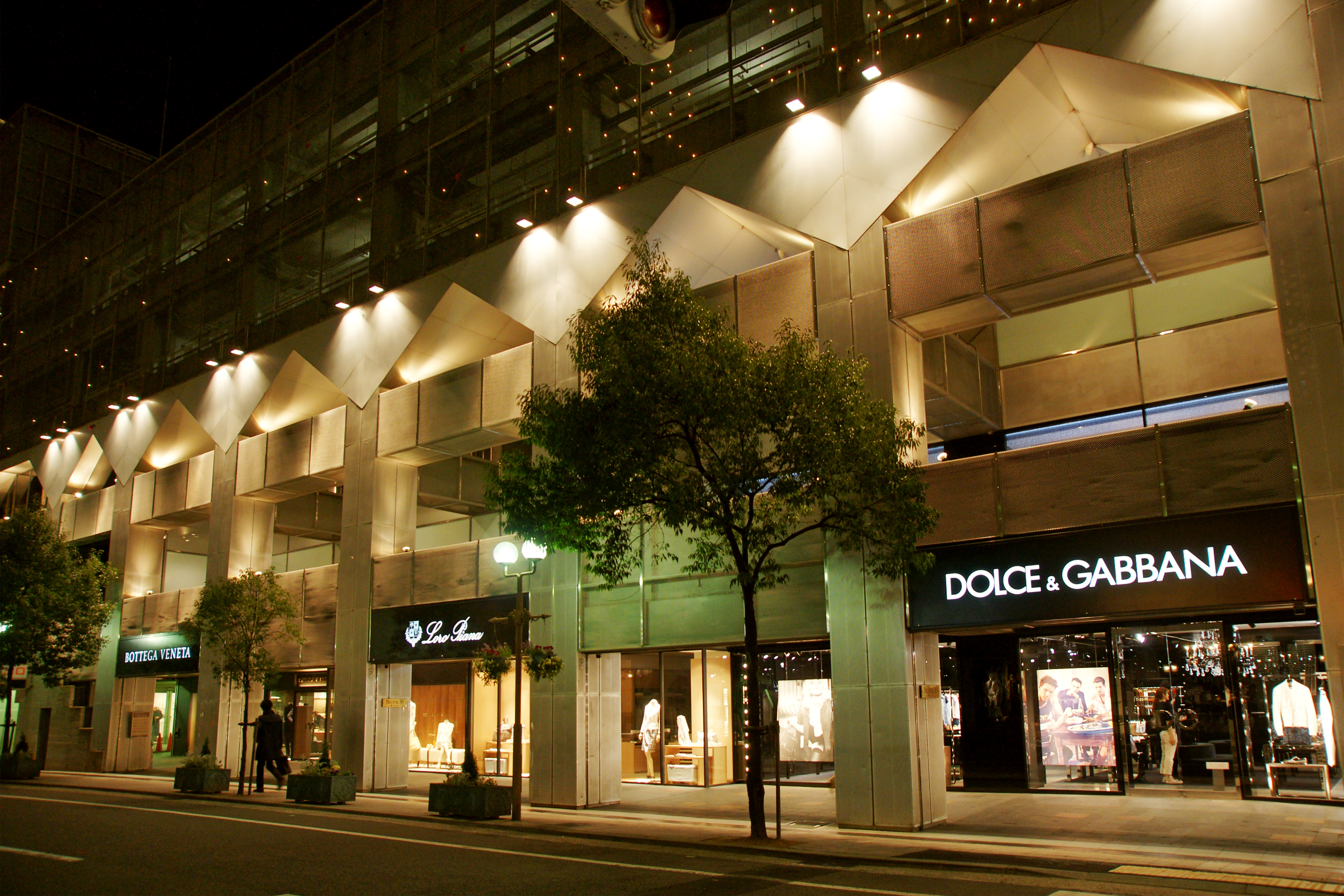
Dolce & Gabbana üzlet, Kobe

A Dolce & Gabbana S.r.l. milánói székhelyű olasz divatház. 1985-ben alapították a Milánó melletti Legnanóban Domenico Dolce és Stefano Gabbana divattervezők, akik korábban a magánéletben is egy párt alkottak.
 A vállalat saját parfüm- és szemüvegmárkával rendelkezik, valamint a ready-to-wear ruhák mellett luxus karórák, pénztárcák és ékszerekek forgalmazásával is foglalkozik. A Motorolával közösen forgalmazzák a Motorola RAZR típusú mobiltelefont, amely a 2006/2007-es üzleti évben kb. 200 millió eurós eladást eredményezett a cégnek, ami a teljes eladások közel 1/8-át tette ki. 2008 március végén 3593 alkalmazottja volt, világszerte 108 üzlettel valamint 16 outlet bolttal. A 2007/2008-as üzleti évet a vállalat 1 261 milliárd eurós forgalommal zárta.

## Forgalmazott márkák

### Dolce & Gabbana
A Dolce & Gabbana luxuscikkekre specializálódott, mely napszemüvegeket, pénztárcákat is gyárt.

### D&G
A D&G lazább, fiatalosabb stílusirányzatot képvisel, és a divat követése helyett inkább a divat diktálása a célja. Fiatalosabb, színesebb márka, mint a Dolce & Gabbana. Az Egyesült Királyságban a legjobb luxusmárkának választották. 2009 júniusában a márka szerződést kötött a brit énekesnővel, Alexandra Burke-kel.
- D&G Junior - ruházati cikkek 11 évnél fiatalabb gyerekek számára
- Parfümök:
- Dolce & Gabbana Classique (női) (1994)
- Dolce & Gabbana Classique (férfi) (1994)
- By Man (férfi) (1997)
- By Woman (női)(1999)
- D & G Masculine (férfi) (1999)
- D & G Femminine (női) (1999)
- Light Blue (női) (2001)
- SICILY (női) (2003)
- The One (női) (2006)
- Light Blue pour Homme (férfi) (2007)
- L'Eau The One (férfi) (2008)
- The One for Men (férfi) (2008)

## Országok, ahol jelen van
- Amerikai Egyesült Államok
- Ausztria
- Azerbajdzsán
- Bahrein
- Belgium
- Brazília
- Bulgária
- Ciprus
- Dél-Korea
- Egyesült Arab Emírségek
- Egyesült Királyság
- Franciaország
- Görögország
- Hongkong
- India
- Indonézia
- Írország
- Japán
- Kanada
- Katar
- Kína
- Kuvait
- Libanon
- Magyarország
- Németország
- Olaszország
- Oroszország
- Spanyolország
- Svájc
- Szaúd-Arábia
- Szingapúr
- Tajvan
- Thaiföld
- Törökország
- Ukrajna
- Szerbia